# Кардуччи, Винченцо
Винченцо Кардуччи, или Виченцио, Висенте Кардучо (итал. Vincenzio Carduccio, Vincenzo Carducci, исп. Vicencio, Vicente Carducho; 1576, Флоренция, Тоскана — 1638, Мадрид, Испания) — испанский живописец итальянского происхождения, младший брат и ученик Бартоломео Кардуччи.

## Биография
Винченцо Кардуччи родился во Флоренции в 1576 году (по другим данным — в 1578 году). Обучался живописи у своего старшего брата Бартоломео Кардуччи, за которым он последовал в Испанию ещё мальчиком.
В первые годы он написал несколько картин в Вальядолиде и помогал брату расписывать дворец Эскориал близ Мадрида для короля Филиппа II Испанского. В 1606 году Винченцо при дворе Филиппа III в Мадриде помог украсить недавно перестроенный дворец Паласио-дель-Пардо. Во время работы его брат умер, и Висенте занял его место. После завершения работы он был нанят на четыре года монахами картезианцами, чтобы украсить их монастырь Санта-Мария-де-Эль-Паулар картинами, представляющими историю ордена.
Винченцо Кардуччи, или Висенте Кардучо, как его называли в Испании, написал пятьдесят четыре картины. Двадцать семь из них представляют эпизоды из жития святого Бруно Кёльнского, другие двадцать семь — истории мучеников. Ныне эти произведения хранятся в музее Фоменто в Мадриде.
Винченцо много работал для следующего испанского монарха Филиппа IV, и его лучшие картины — те, которые он выполнил по его заказам, теперь они хранятся в музее Прадо в Мадриде. Другие произведения имеются в музеях Толедо, Сеговии и других испанских городах.
В течение многих лет Винченцо Кардуччи преподавал рисунок и живопись в Мадриде, среди его испанских учеников были Хуан Риси, Педро де Обрегон, Вела, Франсиско Кольянтес и другие.
В санкт-петербургском Эрмитаже находится картина Кардуччи «Видение святого Антония Падуанского» (1631).

## Трактат «Диалоги о живописи»
Винченцо Кардуччи является автором теоретического трактата «Диалоги о живописи: её защита, происхождение, сущность, определение, модусы и различия» (Dialogos de la pintura: su defensa, origen, essencia, definicion, modos y diferencias). Трактат опубликован в 1633 году в Мадриде. Он написан в классической традиции в форме диалога между мастером и учеником.
Кардуччи утверждал, что художники, желающие быть признанными в качестве интеллектуалов, должны заниматься самообразованием и самовоспитанием. Он считал, что украшение жилища картинами, книгами и, возможно, даже скульптурами, способствует стремлению к критическому мышлению.
В духе строгого испанского благочестия текст включает следующие призывы:

 «Позор мне и всем тем, кто безрассудно и дерзко, и без размышления, и без совершенствования наших душ, в этом мире отправился писать портрет Святейшей Королевы Ангелов, Матери Всемогущего, той, которая была полна благодати, той, которая станет нашим средством для достижения небес… Как хорошо это понимал этот святой монах-живописец брат Хуан Фесулано… (который) никогда не начинал рисовать, не помолившись прежде… и (который) плакал всякий раз, когда писал Христа на кресте»
.
Кардучо также нападал на веризм («правдивый стиль»), практикуемый живописцами, такими как Веласкес, и особенно критиковал Караваджо и его последователей, о которых он писал:

 «Его новое блюдо приготовлено с приправами, с таким вкусом, аппетитом и наслаждением, что он превзошёл всех такими отборными лакомствами и такой большой свободой, что я боюсь, что другие пострадают от апоплексии в своих истинных принципах, потому что большинство художников следуют за ним, будто они голодают. Они не останавливаются, чтобы поразмыслить об огне его таланта, который так силён, или о том, способны ли они переварить такую стремительную, неслыханную и несовместимую технику, или обладают ли они проворством Караваджо в живописи без подготовки. Разве кто-нибудь когда-либо рисовал, и с таким успехом, как этот монстр гения и таланта, почти без правил, без теории, без обучения и размышления, исключительно силой этого гения и модели перед ним, которую он просто так превосходно копировал? Я слышал как ревнители нашей профессии говорят, что появление этого человека означает предзнаменование гибели и конца живописи, и как в конце этого видимого мира Антихрист, выдавая себя за настоящего Христа, ложными и странными чудесами и чудовищными деяниями увлечет за собой на погибель очень большое количество людей, тронутых его работами, которые казались столь достойными восхищения хотя сами по себе они были обманчивы, ложны и лишены истины или постоянства… Таким образом, этот Анти-Микеланджело с его показным и внешним копированием природы, его достойной восхищения техникой и живостью смог убедить такое большое количество самых разных людей, что его живопись хороша и что его теория и практика верны, что они отвернулись от истинного способа увековечения себя и от истинного знания в этом вопросе»]
.

## Галерея
- Победа при Флёрюсе. 1634. Холст, масло. Прадо, Мадрид
- Благовещение. Холст, масло. Прадо, Мадрид
- Видение Святого Франциска. 1631. Холст, масло. Музей изобразительных искусств, Зугло, Венгрия
- Встреча святых Хуана де Мата и Феликса Валуа. 1630-е. Холст, масло. Прадо, Мадрид
- Обращение Святого Павла. 1621. Холст, масло. Музей изящных искусств, Валенсия
- Святая Инес (Агнесса). 1637. Холст, масло. Прадо, Мадрид
- Aнастасис (Воскресение), или Христос в лимбе. 1626. Холст, масло. Национальный музее старого искусства, Лиссабон